# Mayfouk
Mayfouk est une commune libanaise, localisée dans le département du Mont Liban et dans le district de Byblos. Elle est située dans la banlieue Est de Bejjeh.